# Maria Nordbrant
Maria Nordbrant, född 6 april 1985, är en fotbollsspelare från Sverige (anfallare) som spelar i Umeå IK. Sedan säsongen 2008 spelade hon i KIF Örebro DFF fram till 18 november 2010 då hon gick tillbaka till sin tidigare klubb Umeå IK. Innan säsongen 2010 hade Maria spelat 141 matcher i Damallsvenskan.

## Meriter
- SM-guld 2001, 2002, 2005
- Svenska Cupen-guld 2001, 2002, 2003, 2010
- Guld i UEFA Women's Cup 2003, 2004
- Svenska Cupen-silver 2004, 2005
- SM-silver 2003, 2004
- Silver i UEFA Women's Cup 2002
- 12 U21-landskamper[3]
- 22 F19-landskamper
- 8 F17-landskamper